# 세이셸의 경제
세이셸의 경제는 어업, 관광, 코코넛과 바닐라 가공, 코이어(코코넛 섬유) 로프, 보트 건조, 인쇄, 가구, 음료에 기반을 두고 있다. 농산물로는 계피, 고구마, 카사바(타피오카), 바나나, 가금류, 참치가 있다.
정부와 국영 기업으로 구성된 공공 부문은 노동력의 3분의 2를 고용하여 고용과 총 수입 면에서 경제를 지배하고 있다. 정부 소비는 세이셸 GDP의 3분의 1 이상을 흡수한다.

## 경제사
프랑스인들은 1770년에 세이셸에 정착하여 면화, 설탕, 쌀, 옥수수를 생산하기 위해 노예 노동에 크게 의존하는 농장을 세웠다. 영국은 나폴레옹 전쟁 동안 프랑스 상류층을 제거하지 않고 세이셸을 장악했다.
1835년 영국이 노예제를 금지한 이후, 영국 군함이 아랍 노예들을 포로로 잡고 해방된 노예들을 무급으로 견습생으로 농장에서 일하도록 강요했기 때문에 아프리카 노동자들의 유입은 끝나지 않았다.
1960년대에는 33%의 노동 인구가 플랜테이션에서 일했고, 20%는 공공 또는 정부 부문에서 일했다.

### 관광업의 도래 (1971년)

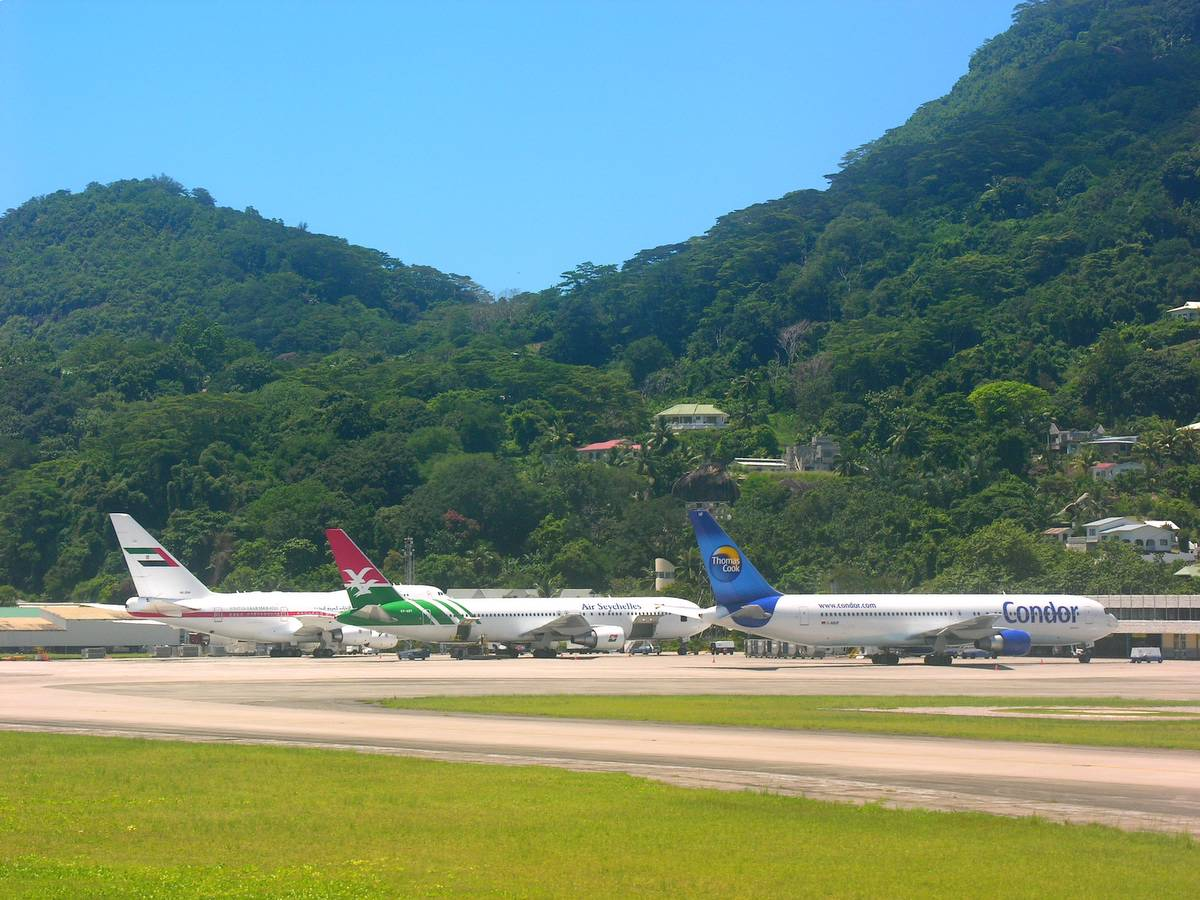
세이셸 국제공항의 항공기

1971년 국제공항이 문을 열 때까지 플랜테이션은 세이셸의 주요 산업이었다. 하룻밤 사이에 관광업은 경제를 플랜테이션과 관광으로 나누는 심각한 산업이 되었다. 관광 부문은 더 많은 돈을 지불했고, 플랜테이션 경제는 지금까지 확장될 수 밖에 없었다.
경제의 플랜테이션 부문은 쇠퇴하였고, 관광과 어업이 세이셸의 주요 산업이 되었다. 1960년대에는 33%의 노동 인구가 플랜테이션에서 일했지만, 2006년에는 3% 미만이었다.
1990년대 후반 관광과 산업 어업 산업이 승승장구하고 있는 동안, 전통적인 플랜테이션 경제는 쇠퇴했다. 전통적인 수출 작물인 계피 껍질과 코프라는 1991년까지 무시할 수 있는 양으로 줄어들었다. 1996년에는 318톤의 시나몬 껍질이 수출되었는데, 이는 1995년에 비해 35% 감소한 수치이다.
마에에 있는 미군 인도양 추적소는 1963년부터 1996년까지 운영되었다.

## 경상경제
1976년 세이셸이 독립한 이후, 1인당 생산량은 거의 7배로 늘어났다. 노동인구의 약 30%를 고용하고 경화수입의 70% 이상을 제공하는 관광업종이 성장을 주도했고, 그 뒤를 참치 낚시가 이었다. 최근 몇 년 동안 정부는 호텔과 다른 서비스를 업그레이드하기 위해 외국인 투자를 장려해 왔다. 세이셸은 또한 명령 경제이다.
동시에, 정부는 농업, 어업, 소규모 제조업과 가장 최근의 해양 부문의 발전을 촉진함으로써 관광에 대한 의존도를 줄이려는 움직임을 보이고 있다. 관광 부문의 취약성은 주로 걸프전으로 인해 1991년~1992년에 급감했던 것에서 잘 드러난다. 비록 업계가 반등했지만, 정부는 국제 경쟁이 치열한 상황에서 이 업종의 지속적인 업그레이드의 필요성을 인식하고 있다. 정부가 직면하고 있는 다른 문제들은 재정적자의 억제와 공기업의 추가적인 민영화이다.
세이셸은 농업 기반을 개선하고 지역 생산품과 토착 재료를 강조하려는 시도에도 불구하고 소비되는 식품의 90%를 수입한다. 예외는 일부 과일과 채소, 생선, 가금류, 돼지고기, 맥주, 담배, 페인트, 그리고 현지에서 만든 플라스틱 제품들이다. 모든 종류의 수입품은 세이셸 마케팅 위원회(SMB)에 의해 관리되며, 이 위원회는 모든 주요 슈퍼마켓을 운영하고 대부분의 다른 수입품의 유통업자이자 허가자이다.
농업 자급률을 높이기 위한 노력으로 세이셸은 이 부문을 더 생산적으로 만들고 농부들에게 인센티브를 제공하기 위한 조치를 취했다. 농업 부문의 국유 재산의 상당 부분은 민영화되었고, 정부의 역할은 연구를 수행하고 인프라를 제공하는 것으로 축소되었다.
2020년 국제 투명성 기구의 부패 인식 지수는 세이셸을 아프리카에서 가장 부패가 적은 나라로 평가했다.

### 관광업 및 어업
관광업은 GDP의 약 16.6% (2000년)를 차지하는 경제에서 가장 중요한 부문 중 하나이며, 고용, 외국 소득, 건설, 은행, 상업 모두 관광 관련 산업이 주를 이룬다. 관광업은 1999년부터 2000년까지 6억 3100만 달러를 벌었다. 2000년에 약 130,046명의 관광객들이 세이셸을 방문했는데, 이 중 80.1%가 유럽 (영국, 이탈리아, 프랑스, 독일, 스위스)에서 왔다.
2000년에는 산업어업이 관광업을 제치고 가장 중요한 외화벌이가 되었다. 제조업, 건설업, 산업어업, 특히 참치 어업이 GDP의 약 28.8%를 차지하고 있으며, 세이셸 영해에서 조업을 하는 외국 저인망 어선들이 지불하는 허가료로 매년 수익이 증가하고 있다.
1995년 세이셸은 미국 식품 회사 하인즈가 60%를 사들인 세이셸 참치 통조림 공장을 민영화했다. 이와 유사하게, 일부 항만 운영은 민영화되었는데, 이는 환적 수수료의 하락과 효율성의 증가를 동반한 추세이다. 전반적으로, 이것은 2009년의 급격한 하락에 이어 항구 서비스의 회복을 촉발시켰다.

### 제조업
다른 산업활동의 대부분은 소규모 제조, 특히 농업가공과 수입대체로 제한된다. 한때 경제의 중추였던 농업(장인과 임업 포함)은 현재 GDP의 약 3%를 차지한다.

### 공공부문
정부와 국영기업으로 구성된 공공부문은 노동력의 3분의 2를 고용하여 고용과 총수입 면에서 경제를 지배하고 있다. 공공 소비는 GDP의 3분의 1 이상을 흡수한다.

### 외부 충격에 대한 취약성
세이셸 경제는 외부 충격에 극도로 취약하다. 관광에 의존할 뿐만 아니라 전체 1차 및 2차 생산 투입량의 90% 이상을 수입한다. 관광업의 감소는 곧 GDP의 감소, 외환 수입의 감소, 그리고 예산상의 어려움으로 이어진다.

## 같이 보기
- 세이셸
- 유엔 아프리카 경제 위원회